# Georg Klusemann
Georg Klusemann, né le 13 mai 1942 à Essen et mort le 4 mai 1981 à Pise, était un artiste prolifique et aussi un auteur de livres pour enfants.
Bien que mort très jeune — à seulement 38 ans — il laisse derrière lui une œuvre considérable et profondément originale.

## Biographie
Georg Klusemann appartient à un groupe d'artistes tel que Werner Gilles, Eduard Bargheer et Gerhard Hoehme, dont le travail reflète leur adoption de la culture italienne. Il a fait ses études à l'Académie des beaux-arts de Düsseldorf de 1962 à 1968 avec Teo Otto, Katharina Sieverding et Jörg Immendorff. Après de longs voyages en Espagne, l'Orient et l'Amérique du Sud son travail gagne « un profil clairement original » (Hans M. Schmidt). On retrouve des impulsions venant d'art contemporain européen : Joan Miró, Victor Vasarély, Giorgio Morandi ou Domenico Gnoli, ou encore du surréalisme et de l'Op Art. Mais ces impulsions sont transformées et intégrées dans un concept unique qui ne peut être associé à aucun courant connu. Des critiques l'ont appelé « baroque » (Joachim Burmeister) ou bien « infatigable et fantastique » (Vittorio Sgarbi), « archimboldesque » (Heiner Stachelhaus), un « oscillateur entre abstraction et réalisme, narration et représentation, évasion et application » (Dieter Ronte) ou bien encore un « légitimateur de computer art (en) » (Giampiero Pavanati). Le poète et critique d'art Patrick Waldberg a écrit que l'œuvre de Klusemann est « plein de draps flottants, de boîtes volantes, de choses montant dans les airs, de ballons qui gonflent, de fenêtres qui s'ouvrent et d'objets qui prennent vie et tout cela selon une harmonie en dehors de toute logique ». Son biographe Hans M. Schmidt l'a qualifié d'« individualiste et un solitaire aux capacités inhabituelles ». « Les choses reconnues deviennent incertaines et l'apparente vérité devient illusion », écrit Hannes Hardering à propos des peintures de Klusemann. Et Klaus Honnef dit en regardant son travail : « Le spectateur doit réflechir sur son point de vue, doit le changer. Pour déchiffrer les détails de ces images, il faut accepter de mettre son jugement en question, de le considérer comme temporaire, jamais définitif ».
Georg Klusemann a travaillé comme peintre, dessinateur, graveur et auteur de livres pour enfants. Son œuvre comprend plus de 350 tableaux, 330 gravures, de centaines de dessins, gouaches et aquarelles ainsi que des poèmes et des fables. Ses livres pour enfants ont été publiés chez Beltz & Gelberg et aux éditions Peter Hammer. Ils figurent toujours dans les programmes des écoles élémentaires allemandes grâce à leur approche enjouée et imaginative de la communication entre cultures. Après plusieurs monographies et plus de 20 catalogues l'œuvre complète de Georg Klusemann a été publié en deux volumes par Hatje Cantz Verlag en l'an 2000. Les peintures et gravures ont été l'objet de plus de 40 expositions en France, Espagne, Italie, Allemagne, Venezuela et les USA. Les rétrospectives principales ont eu lieu au Musée Folkwang à Essen, à l'association d'art pour la Rhénanie et Westphalie (de) à Düsseldorf, au Goethe-Institut de New York, au Musée Bagatti Valsecchi à Milan et au Musée d'art contemporain Villa Croce à Gênes. Ses œuvres font partie des collections du Metropolitan Museum of Art et du Museum of Modern Art à New York, de l'Albertina à Vienne, du Rheinisches Landesmuseum à Bonn, du Musée d'art contemporain Villa Croce à Gênes et du Musée des beaux-arts de Caracas ainsi que de nombreuses collections privées.
En 1994 un opéra pour enfants basé sur son récit Die wundersame Reise nach Esmir a été joué pour la première fois au Ruhrfestspielhaus à Recklinghausen.
Georg Klusemann est le protagoniste du film documentaire Georg par sa fille Caterina Klusemann, achevé en 2008 pour Arte/ZDF. Dans ce film plusieurs amis et artistes comme par exemple le peintre Ulrich Erben, l'écrivain Ingrid Bachér (qui disait de lui qu'il était magnifique, que rien n'était petit ou étroit en lui, qu'il débordait de vie), l'écrivain Hermann Schulz et son éditeur Hans-Joachim Gelberg ainsi que sa femme, la sociologue Elena Hochman-Klusemann reconstruisent sa vie brève et intense.